# K-1 WORLD GP 2010 IN SEOUL FINAL16
K-1 WORLD GP 2010 IN SEOUL FINAL16は、K-1の大会の一つ。
2010年10月2日、韓国・ソウルのオリンピック第1体育館で行われた。翌日10月3日に同会場で開催されたK-1 WORLD MAX 2010 IN SEOUL -70kg World Championship Tournament FINAL16と合わせ、K-1初の2日連続興行として「K-1 DOUBLE IMPACT F16」と銘打ち開催された。
本大会はスカパー!を通じて、3D生中継された。

## 大会概要
K-1 WORLD GP 2010の1回戦8試合が行なわれ、タイロン・スポーン、グーカン・サキ、ダニエル・ギタ、京太郎、ピーター・アーツ、マイティ・モー、セーム・シュルト、アリスター・オーフレイムが12月11日に開催される決勝大会進出を決めた。
10月4日に組み合わせ抽選会が行なわれ、決勝大会の組み合わせが以下のように決定した。
- マイティ・モー vs. ピーター・アーツ
- セーム・シュルト vs. 京太郎
- グーカン・サキ vs. ダニエル・ギタ
- アリスター・オーフレイム vs. タイロン・スポーン

元UFC世界ヘビー級王者アンドレイ・アルロフスキーがK-1に初参戦しラウル・カティナスと対戦する予定であったが、鼻骨骨折により欠場。カティナスの対戦相手はマイティ・モーに変更された。
タイロン・スポーンと対戦予定であったルスラン・カラエフはコンディション不良により欠場となり、スポーンの対戦相手はレイ・セフォーに変更された。
過去3度の優勝を果たしているレミー・ボンヤスキーは網膜剥離のため、2009年準優勝者バダ・ハリは2月に起きた暴行事件の容疑を晴らすために欠場となった。

## 試合結果

### オープニングファイト
オープニングファイト スーパーファイト（K-1ルール／3分3R延長1R）
○  ミョン・ヒョンマン vs.  ソン・ミンホ ×
1R 0:35 KO（右フック）

### 本戦
第1試合 スーパーファイト（K-1ルール／3分3R延長1R）
○  ジャバット・ポトラック vs.  ハリッド"ディ・ファウスト" ×
3R 0:06 TKO（タオル投入：左膝のダメージ）
第2試合 スーパーファイト（K-1ルール／3分3R延長1R）
○  セルゲイ・ハリトーノフ vs.  佐藤匠 ×
1R 2:30 KO（レフェリーストップ：右フック→左膝蹴り）
第3試合 K-1 WORLD GP 2010 FINAL16（K-1ルール／3分3R延長2R）
○  タイロン・スポーン vs.  レイ・セフォー ×
3R終了 判定3-0（30-27、30-28、30-28）
※スポーンが準々決勝進出
第4試合 K-1 WORLD GP 2010 FINAL16（K-1ルール／3分3R延長2R）
○  グーカン・サキ vs.  フレディ・ケマイヨ ×
1R 2:14 KO（3ノックダウン：パンチ連打）
※サキが準々決勝進出
第5試合 K-1 WORLD GP 2010 FINAL16（K-1ルール／3分3R延長2R）
○  ダニエル・ギタ vs.  エロール・ジマーマン ×
2R 0:18 KO（右ストレート）
※ギタが準々決勝進出
第6試合 K-1 WORLD GP 2010 FINAL16（K-1ルール／3分3R延長2R）
○  京太郎 vs.  ジェロム・レ・バンナ ×
試合放棄
※3R終了時 判定0-1（29-30、29-29、29-29）
※京太郎が準々決勝進出
第7試合 K-1 WORLD GP 2010 FINAL16（K-1ルール／3分3R延長2R）
○  ピーター・アーツ vs.  エヴェルトン・テイシェイラ ×
延長R終了 判定2-1（10-9、9-10、10-9）
※3R終了時 判定1-0（30-30、30-30、30-29）
※アーツが準々決勝進出
第8試合 K-1 WORLD GP 2010 FINAL16（K-1ルール／3分3R延長2R）
○  マイティ・モー vs.  ラウル・カティナス ×
3R終了 判定3-0（30-27、30-27、30-28）
※モーが準々決勝進出
第9試合 セミファイナル K-1 WORLD GP 2010 FINAL16（K-1ルール／3分3R延長2R）
○  セーム・シュルト vs.  ヘスディ・カラケス ×
3R終了 判定2-1（30-28、30-29、29-30）
※シュルトが準々決勝進出
第10試合 メインイベント K-1 WORLD GP 2010 FINAL16（K-1ルール／3分3R延長2R）
○  アリスター・オーフレイム vs.  ベン・エドワーズ ×
1R 2:08 KO（3ノックダウン：右フック）
※オーフレイムが準々決勝進出